# Bátony (keresztnév)
A Bátony magyar eredetű férfinév, jelentése nem tisztázott.

## Gyakorisága
Az 1990-es években szórványosan fordult elő, a 2000-es években nem szerepel a 100 leggyakoribb férfinév között.

## Névnapok
- január 26.[2]
- június 15.[2]